# 加藤泰義
加藤 泰義（かとう やすよし）は、江戸時代前期の伊予国大洲藩の世嗣。官位は従五位下・美作守。

## 略歴
2代藩主・加藤泰興の長男として誕生。
伊予大洲藩嫡子として生まれ、寛永17年（1640年）に徳川家光に御目見した。承応元年（1652年）叙任されたが、家督を継ぐことなく寛文8年（1668年）に40歳で死去した。
代わって次男・泰恒が嫡子となった。

## 系譜
- 父：加藤泰興（1611-1678）
- 母：吉 - 岡部長盛の娘
- 正室：奈辺 - 太田資宗の娘
  - 次男：加藤泰恒（1657-1715）
- 室：霊光院
  - 長男：加藤泰觚（1656-1726）
- 生母不明の子女
  - 四男：加藤泰孝
  - 五男：加藤泰実
  - 六男：小出有敬
  - 女子：池田長久正室